# UBA2
UBA2（ubiquitin like modifier activating enzyme 2）は、ヒトではUBA2遺伝子にコードされる酵素であり、SAE2（SUMO1 activating enzyme subunit 2）、UBLE1B（ubiquitin-like 1-activating enzyme E1B）としても知られる。
低分子量タンパク質SUMOの付加によるタンパク質の翻訳後修飾（SUMO化）は、タンパク質の構造や細胞内局在を調節する。SAE1とUBA2はヘテロ二量体を形成し、タンパク質のSUMO化過程においてSUMO活性化酵素として機能する。

## 構造

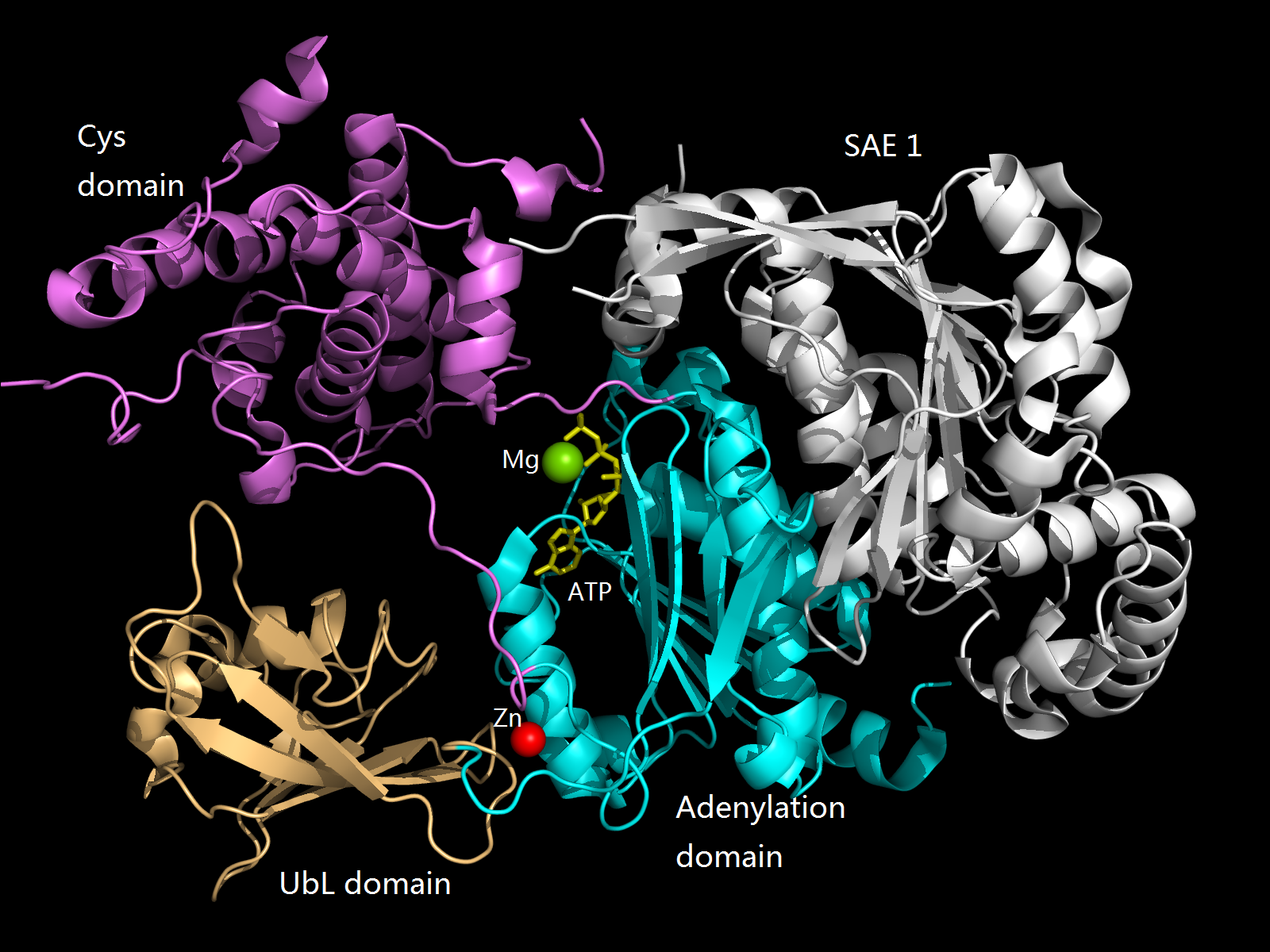
Mg、ATPを結合したSAE1-UBA2複合体

### DNA
UBA2のcDNA断片の長さは2683 bpであり、640アミノ酸がコードされている。予測されるタンパク質は酵母のUBA2と35%の同一性を示し、UBA3やE1（ユビキチン経路）よりも類似性が高い。UBA2遺伝子は19番染色体にコードされている。

### タンパク質
UBA2は640アミノ酸からなる72 kDaのタンパク質である。アデニル化ドメイン（アデニル化活性部位を含む）、触媒Cysドメイン（チオエステル結合の形成に関与するCys173残基を含む）、ユビキチン様（UBL）ドメインの3つのドメインから構成される。SUMO1はCysドメインとUBLドメインの間に結合する。

## 機構

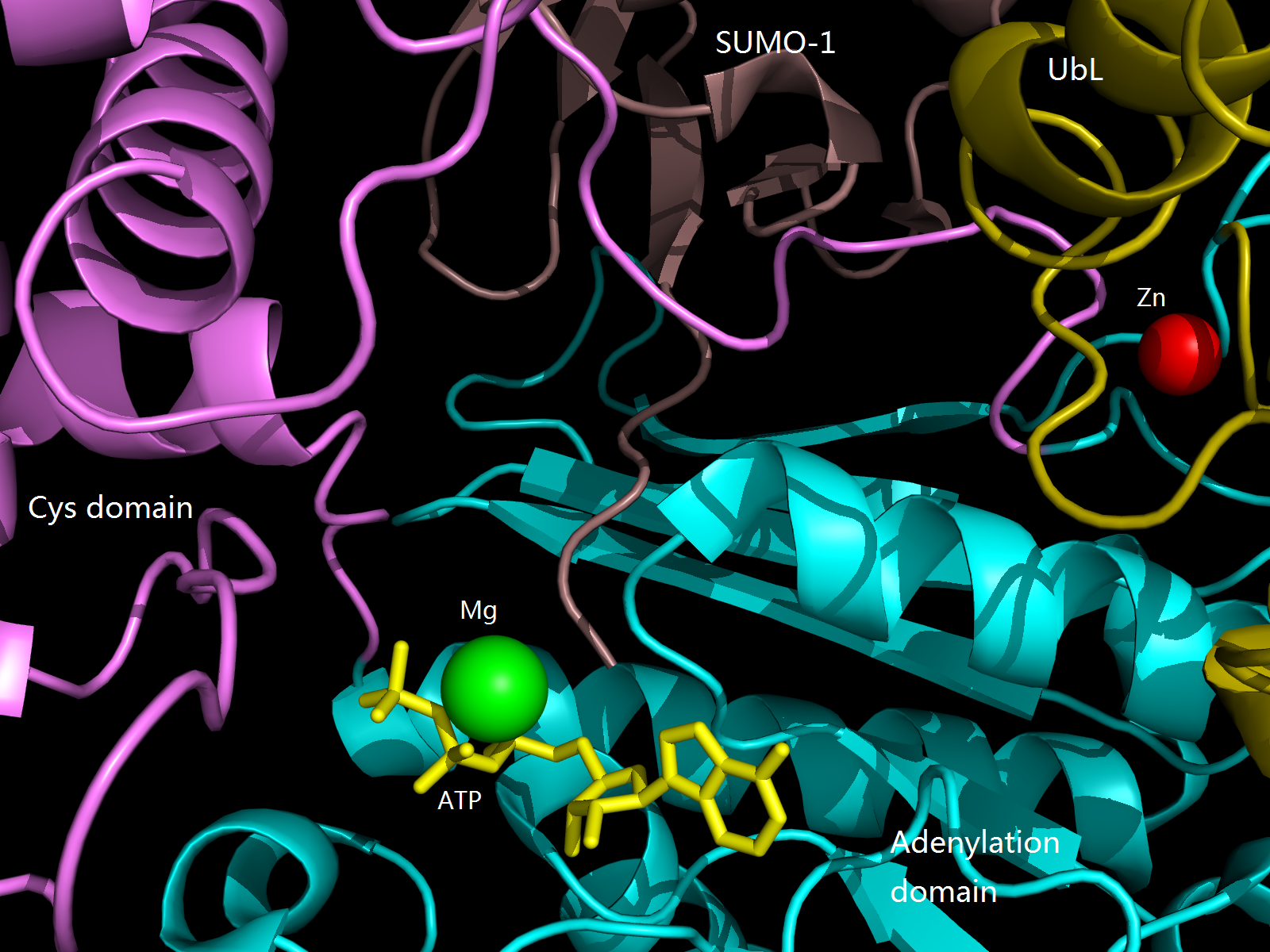
SUMO1を結合したUBA2

SUMO活性化酵素（E1、SAE1とUBA2のヘテロ二量体）はSUMO1の活性化反応を触媒し、SUMO1をUBC9（SUMO化過程のE2として機能する既知の唯一の酵素）へ転移する。反応は、アデニル化、チオエステル結合の形成、E2へのSUMOの転移という3段階で進行する。まず、SUMOのC末端のグリシン残基がATPを攻撃し、SUMO-AMPとピロリン酸が形成される。続いて、UBA2活性部位の触媒システインのチオール基がSUMO-AMPを攻撃し、UBA2とSUMOのC末端グリンとの間に高エネルギーのチオエステル結合が形成され、AMPが遊離する。最後に、SUMOがE2のシステイン残基へ転移され、SUMOとE2の間で新たなチオエステル結合が形成される。

## 機能
ユビキチンタグがタンパク質をプロテアソームによる分解へ差し向ける役割を持つことはよく理解されている。一方で、SUMOタグの役割はもっと複雑であり、理解も進んでいない。SUMO化によって引き起こされる現象としては、他のタンパク質やDNAとの親和性の変化、局在の変化、ユビキチン結合の阻害（分解の阻害）などが挙げられる。一部のタンパク質では、SUMO化は何の機能も持っていないようである。

### NF-κB
非刺激細胞では、転写因子NF-κBは阻害タンパク質IκBαの結合によって不活性化されている。NF-κBの活性化は、IκBαのユビキチン化とその後の分解によって引き起こされる。IκBαのSUMO化は、NF-κB依存的転写に強力な阻害効果をもたらす。この機構は、転写活性化に利用されるNF-κBの数を調節する機構となっている。

### p53
転写因子p53は細胞周期の調節やアポトーシスに関与する遺伝子を活性化することで、がん抑制因子として機能する。その濃度はMdm2依存的なユビキチン化によって調節されている。p53のSUMO化（ユビキチン修飾部位とは異なるリジン残基に対して行われる）はプロテアソームによる分解を阻害し、p53応答のさらなる調節因子として機能する。

## 発現と調節
出芽酵母や分裂酵母での研究では、SUMO化が細胞周期に重要である可能性が示されている。細胞周期を通じてUBA2の濃度には大きな変化は生じないのに対し、SAE1の濃度は劇的に変動することから、UBA2ではなくSAE1の発現がSUMO化の調節手段となっている可能性が示唆されている。一方で、SAE1濃度が低い時点におけるSAE1-UBA2ヘテロ二量体以外のUBA2含有タンパク質複合体が存在する証拠はほとんどない。こうした複合体は存在したとしても非常に短期間であり、そのため細胞抽出液からは明確な証拠が得られないことが可能性の1つとして考えられる。UBA2は脳、肺、心臓を含む大部分の器官で発現しており、これらの器官にSUMO化経路が存在している可能性が示唆される。精巣ではUBA2（やこの経路を構成するその他の酵素）の上昇がみられ、UBA2が減数分裂もしくは精子形成に関与している可能性が示唆されている。細胞内ではUBA2は核内全体に分布しているが、核小体には見られない。このことはSUMO化が主に核内で生じていることを示唆している。SAE1やUBA2は細胞質にも存在している可能性があり、細胞質の基質の結合を担っている可能性もある。

## モデル生物

### マウス
UBA2の機能の研究にはモデル生物が用いられている。疾患の動物モデルを作製し、関心のある科学者に頒布するハイスループット変異導入プロジェクトである、Wellcome Sanger InstituteのInternational Knockout Mouse Consortiumプログラムの一環として、Uba2tm1a(KOMP)Wtsiと呼ばれるコンディショナルノックアウトマウスが作製されている。
オスとメスのマウスに対して規格化された表現型スクリーニングが行われ、Uba2の欠失の影響が調査されている。変異マウスに対して25種類の試験が行われ、その結果4つの大きな異常が観察されている。妊娠時にホモ接合型変異体の胚は同定されず、そのため離乳期まで生存したものはなかった。その他の試験はヘテロ接合型変異体の成体マウスに対して行われた。DEXA検査によってメスで体長の低下が観察され、X線検査によって腰椎と仙椎の数の減少が両性で観察された。

### ショウジョウバエ
UBA2のショウジョウバエホモログであるdUBA2遺伝子のコーディング領域の長さは2.3 kbで、2つのイントロン（53 bpと52 bp）を含む。予測されるタンパク質は766アミノ酸、84 kDaである。dUBA2タンパク質全体では、ヒトUBA2とは47%、酵母UBA2とは31%の同一性を示す。いくつかの領域では、これら3つの相同タンパク質の間で完全な同一性がみられる。コーディング配列のC末端領域には核局在配列と予測される配列が存在する。

## 相互作用
UBA2は次に挙げる因子と相互作用することが示されている。
- SAE1（英語版）[7][8][26][27]
- SUMO1（英語版）[7][28]
- UBE2I（英語版）[27][29]

## 関連文献
- “The nucleoporin RanBP2 has SUMO1 E3 ligase activity”. Cell 108 (1):  109–20. (2002). doi:10.1016/S0092-8674(01)00633-X. PMID 11792325.
- “A mechanism for inhibiting the SUMO pathway”. Mol. Cell 16 (4):  549–61. (2004). doi:10.1016/j.molcel.2004.11.007. PMID 15546615.
- “A human protein-protein interaction network: a resource for annotating the proteome”. Cell 122 (6):  957–68. (2005). doi:10.1016/j.cell.2005.08.029. hdl:11858/00-001M-0000-0010-8592-0. PMID 16169070.
- “A general approach for investigating enzymatic pathways and substrates for ubiquitin-like modifiers”. Arch. Biochem. Biophys. 453 (1):  70–4. (2006). doi:10.1016/j.abb.2006.03.002. PMID 16620772.
- “Towards a proteome-scale map of the human protein-protein interaction network”. Nature 437 (7062):  1173–8. (2005). Bibcode: 2005Natur.437.1173R. doi:10.1038/nature04209. PMID 16189514.
- “Ubc9 sumoylation regulates SUMO target discrimination”. Mol. Cell 31 (3):  371–82. (2008). doi:10.1016/j.molcel.2008.05.022. PMID 18691969.
- “Isoform-specific monobody inhibitors of small ubiquitin-related modifiers engineered using structure-guided library design”. Proc. Natl. Acad. Sci. U.S.A. 108 (19):  7751–6. (2011). Bibcode: 2011PNAS..108.7751G. doi:10.1073/pnas.1102294108. PMC 3093456. PMID 21518904.
- “Importin α/β mediates nuclear import of individual SUMO E1 subunits and of the holo-enzyme”. Mol. Biol. Cell 22 (5):  652–60. (2011). doi:10.1091/mbc.E10-05-0461. PMC 3046061. PMID 21209321.
- “Regulation of SUMOylation by reversible oxidation of SUMO conjugating enzymes”. Mol. Cell 21 (3):  349–57. (2006). doi:10.1016/j.molcel.2005.12.019. PMID 16455490.
- “Structures of the SUMO E1 provide mechanistic insights into SUMO activation and E2 recruitment to E1”. EMBO J. 24 (3):  439–51. (2005). doi:10.1038/sj.emboj.7600552. PMC 548657. PMID 15660128.
- “Expression and regulation of the mammalian SUMO-1 E1 enzyme”. FASEB J. 15 (10):  1825–7. (2001). doi:10.1096/fj.00-0818fje. PMID 11481243.
- “CGI-55 interacts with nuclear proteins and co-localizes to p80-coilin positive-coiled bodies in the nucleus”. Cell Biochem. Biophys. 44 (3):  463–74. (2006). doi:10.1385/CBB:44:3:463. PMID 16679534.
- “APOBEC3G-UBA2 fusion as a potential strategy for stable expression of APOBEC3G and inhibition of HIV-1 replication”. Retrovirology 5:  72. (2008). doi:10.1186/1742-4690-5-72. PMC 2535603. PMID 18680593.
- “Role of an N-terminal site of Ubc9 in SUMO-1, -2, and -3 binding and conjugation”. Biochemistry 42 (33):  9959–69. (2003). doi:10.1021/bi0345283. PMID 12924945.
- “Large-scale characterization of HeLa cell nuclear phosphoproteins”. Proc. Natl. Acad. Sci. U.S.A. 101 (33):  12130–5. (2004). Bibcode: 2004PNAS..10112130B. doi:10.1073/pnas.0404720101. PMC 514446. PMID 15302935.